# Wiesław Brzóska
Wiesław Brzóska (ur. 8 marca 1948 w Chrzanowie) – polski artysta fotograf. Członek Okręgu Śląskiego Związku Polskich Artystów Fotografików. Członek Grupy Twórczej Centrum. Członek Krakowskiego Towarzystwa Fotograficznego.

## Życiorys
Wiesław Brzóska związany ze śląskim środowiskiem fotograficznym – fotografuje od połowy lat 70. XX wieku. Szczególne miejsce w jego twórczości zajmuje fotografia kreacyjna, przetworzona – początkowo klasycznie, w późniejszym czasie komputerowo (w dużej części monochromatyczna, eksperymentująca ze światłem, cieniem i szarościami) oraz fotografia aktu. Fundamentalnym i wiodącym tematem w jego fotografiach jest człowiek. W latach 1979–1981 był członkiem Grupy Twórczej Centrum, przez krótki czas należał do Krakowskiego Towarzystwa Fotograficznego. 
Wiesław Brzóska jest autorem i współautorem wielu wystaw fotograficznych; indywidualnych oraz zbiorowych. W 1985 roku został przyjęty w poczet członków rzeczywistych Okręgu Śląskiego Związku Polskich Artystów Fotografików, w pracach którego uczestniczył do roku 2013. W 1986 roku i ponownie w 1991 – był stypendystą Ministerstwa Kultury i Dziedzictwa Narodowego. W roku 1992 otrzymał stypendium National Endowment for the Arts. 
Prace Wiesława Brzóski znajdują się w zbiorach Musee de Elysee w Lozannie (Szwajcaria) oraz Photographic Resource Center w Bostonie (USA). W 1999 roku ukazała się Antologia fotografii polskiej, w której między innymi znalazły się fotografie autorstwa Wiesława Brzóski.